# ツルアブラガヤ
ツルアブラガヤ（Scirpus radicans）はカヤツリグサ科の植物の1つ。アブラガヤに似るが小穂は細くて黒く、花序が先端に集中し、また匍匐茎を伸ばす。水際から水中に生える。

## 特徴
大柄な多年生の草本。背丈は花序で100～150cmに達する。葉や茎は纏まって生じるものだが、地上生の走出枝を持つ。花序を先端に着けない枝が伸び出して倒れ、その先端に新しい苗を作る。倒れて伸びる茎は長さ3m以上に達し、先端だけでなく途中の節からも芽が出ることがあり、またその部分から根を下ろす。また花茎であっても花序のところから無性芽を作ることがある。根出状に生える葉は細長く、葉幅は5～10mm。基部の鞘は濃褐色をしている。
花期は6～10月。花茎は硬く、表面は滑らかで断面は角の鈍い3稜形になっている。花序は花茎の先端に普通は単独に生じる。苞は葉状に発達する。花序は複散房状で数回にわたって分枝して小穂をつける。花序の枝にはざらつきがある。小穂は花序の枝の先端に2～5個ずつ集まってつく。個々の小穂は披針形をしていて長さ4～7mm、黒褐色を帯びる。小穂の鱗片は長さ約1.5mm、倒卵形で黒く、縁はざらつきがある。痩果は楕円形で長さは約1mmあり、断面は3稜形をしている。痩果の基部から伸びる刺針状花被片は5～6本あり、糸状でその長さは痩果の3倍以上あり、折れ曲がり、縮れていて、その先端部分にはまばらに上向きのざらつきがある。柱頭は先端で3つに割れる。

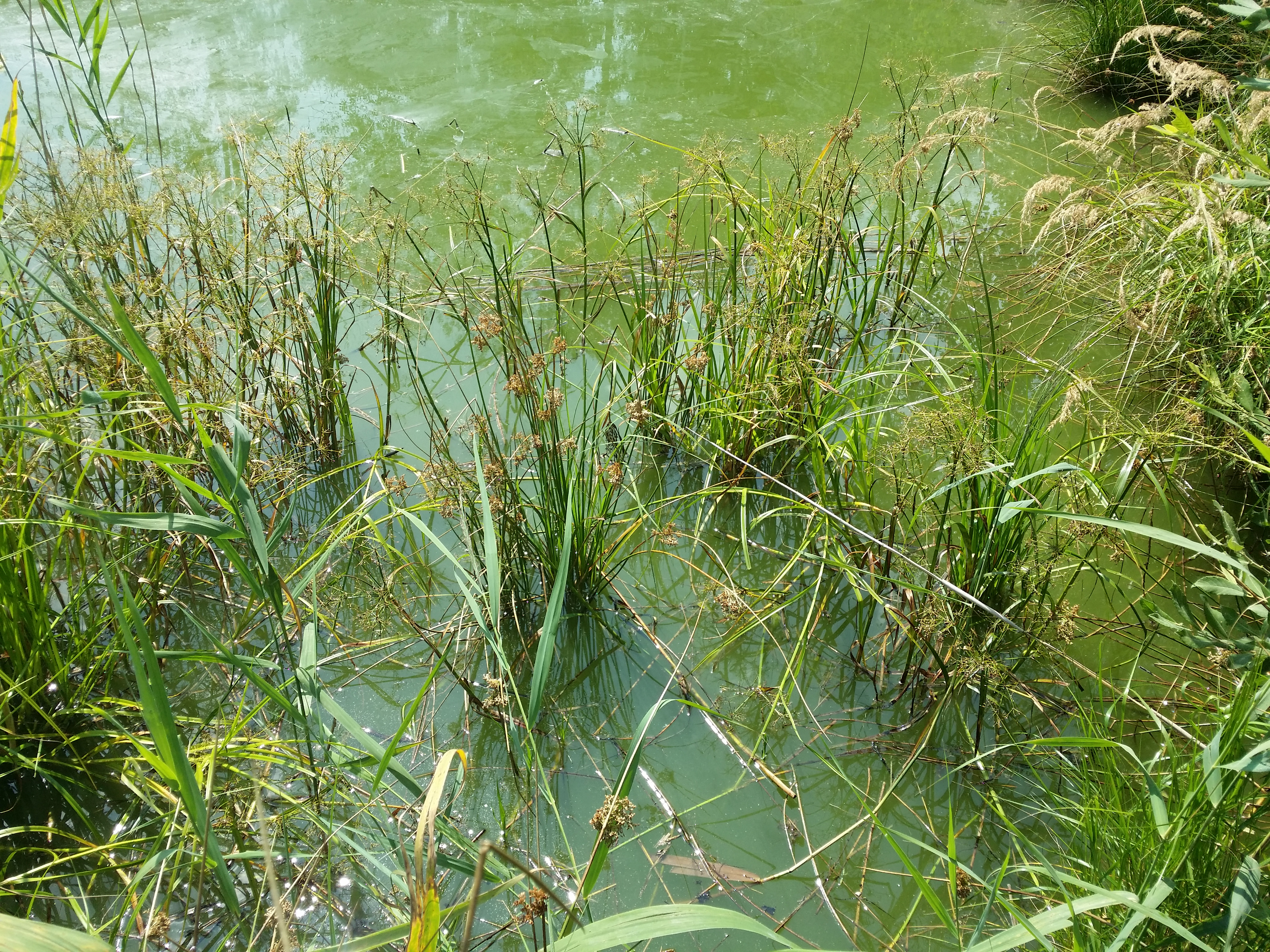
水中に出来た群落
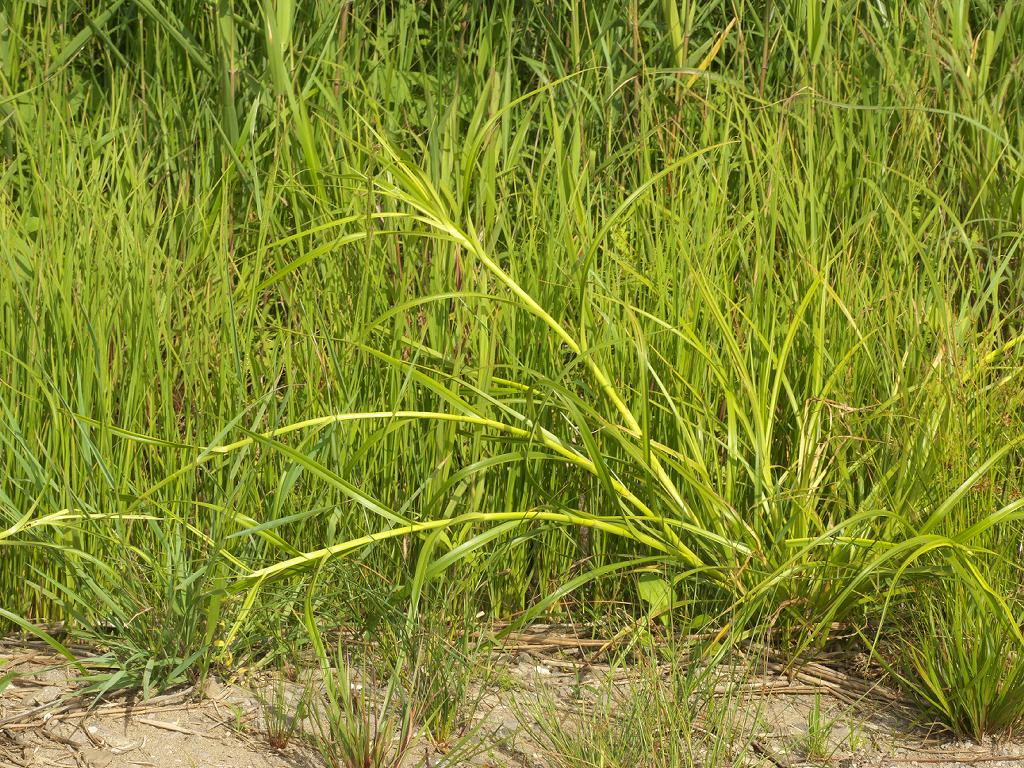
走出茎の様子
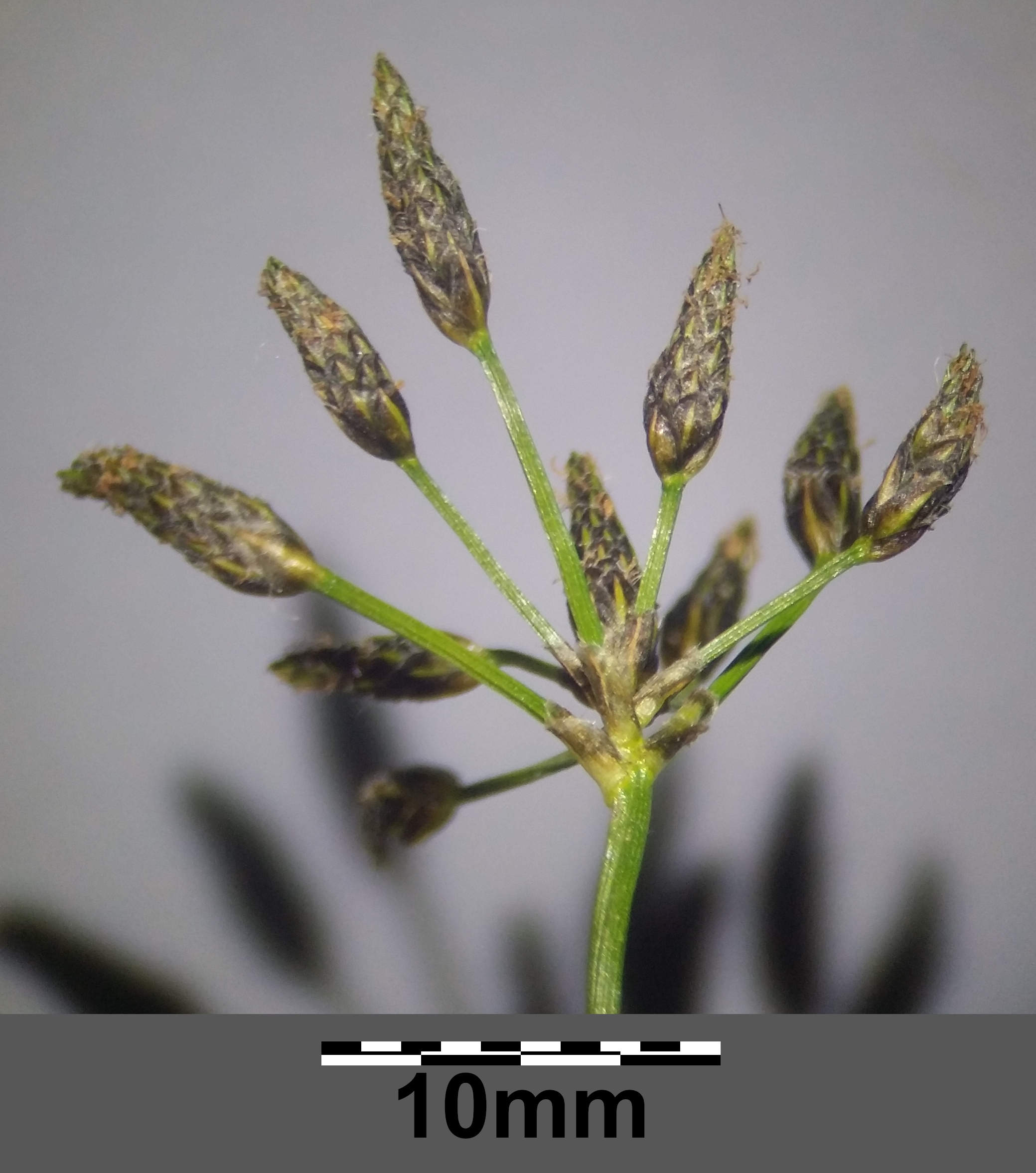
花序枝の先端部分
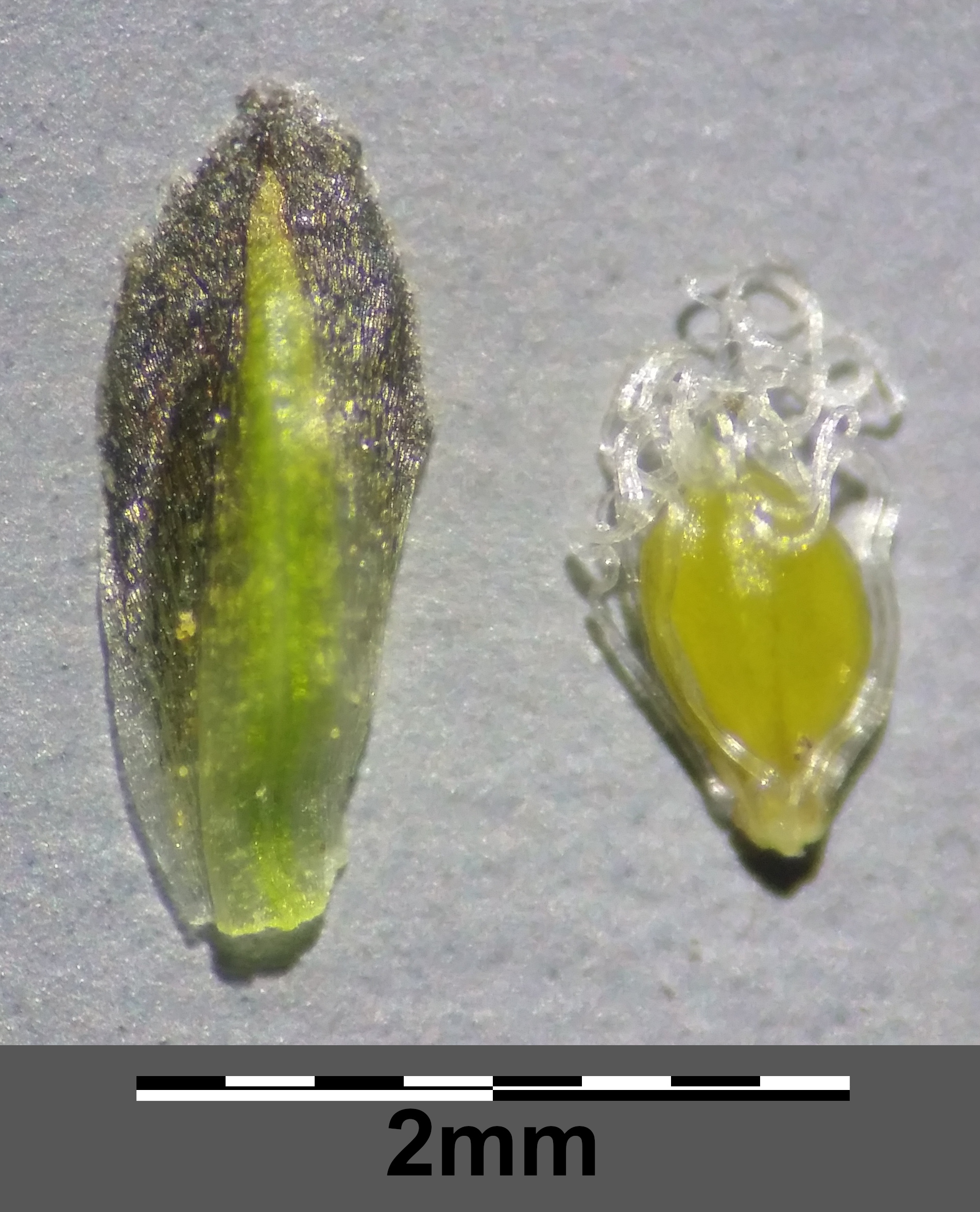
鱗片と若い痩果

## 分布
日本では北海道から本州の北部、国外ではヨーロッパ、シベリア、モンゴル、ロシア極東地域、サハリン、中国東北部、朝鮮半島に分布する。ヨーロッパにおける分布はフランスからロシア東部、ノルウェー、スウェーデン、フィンランドの南部からイタリア、バルカン半島にかけてとなっており、また東アジアの分布域ではその分布はきわめて隔離的で、個々にはごく小規模な、それぞれ独立した個体群から構成されている。

## 生育環境
山地の湿地に生える。本種の属するアブラガヤ属の植物は何れも湿地に生育するものではあるが、本種は更に水中に抽水性、つまり水底に根を張り、茎や葉を水面上に抜き出す姿で生育することがあり、時として水中に大きな群落を作るのが見られる。角田(2014)には多くのカヤツリグサ科が掲載されているが、この属では本種のみが取り上げられている。
ヨーロッパでは本種は内陸の淡水域の川岸や湖岸、三日月湖の岸辺などで、その水位が激しく上下するような場所に生育する先駆植物と見られている。本種は養魚場のような人為的環境に出現することもあり、土壌の安定しない湿った地を好むものである。しかしそのような環境は往々にしてヨシ群落に占められ、あるいは攪乱が少ない場合は好窒素性の植物、ヤナギなどの灌木によって占められることが多く、本種の生育するのは一時的なものである場合が多い。また本種の種子は土壌中のいわゆるシードバンクに含まれる種子はその場の水位が下がって空気中に曝された場合に発芽するようになっており、シードバンク中で数十年程度は発芽能力を保つが、繁殖力はあまり高くない。ヨーロッパ各国において保護すべき種に指定されている。

## 分類など
アブラガヤ属は世界に約35種があり、日本からは10種ほどが知られている。そのうち小穂を少数しかつけないタカネクロスゲ S. maximowicziiで違いが大きい。それ以外のものは大柄できわめて多数の小穂を多数分枝を出す花序につける点で本種と共通しているが、本種は小穂が細く尖っていて鱗片が黒っぽく、小穂が枝先にあまり集まらない点が特徴である。小穂が花序の枝の先に10個以上頭状に集まるマツカサススキ S. mitsukurianus とその類縁種はその点でははっきり区別できる。日本全国に普通なアブラガヤ S. wichurae は花序が花茎の先端だけでなく途中の茎葉の腋にも生じること、小穂が赤褐色をしていることなどで、またオオアブラガヤ S. ternatanus は小穂が卵形をしている点などで区別できる。そのような点で本種と似ているものにクロアブラガヤ S. sylvaticus var. Maximowiczii があり、この種は本種とは異なり匍匐する茎を出さない点、また針状花被片が短くてせいぜい果実より少し長い程度であることなどで区別できる。

## 保護の状況
環境省のレッドデータブックでは指定はないが、県別では秋田県と長野県で絶滅危惧I類、山形県、新潟県、福島県で準絶滅危惧に指定されている。